# Yul Oeltze
Yul Oeltze (* 13. September 1993 in Magdeburg) ist ein ehemaliger deutscher Kanute. Er war 2017 und 2018 Weltmeister im Zweier-Kanadier.

## Leben
Oeltze besuchte das Sportgymnasium Magdeburg und war zunächst im Schwimmsport aktiv. Nach einer Verletzung begann er als Zwölfjähriger mit dem Kanusport.
2011 erreichte er Silber im Einer-Kanadier über 1000 Meter und wurde Achter im Vierer-Kanadier über 1000 Meter bei der Junioren-Weltmeisterschaft. 2013 legte er sein Abitur ab und nahm eine Ausbildung zum Polizeimeister auf. Er wurde Polizist bei der deutschen Bundespolizei. 
Es folgten vierte Plätze bei der U23-Europameisterschaft 2013 im Zweier-Kanadier über 500 und 1000 Meter. Bei den Kanurennsport-Europameisterschaften 2014 wurde er Vierter im Zweier-Kanadier über 1000 Meter. Es folgten Bronzemedaillen in der gleichen Disziplin bei der Weltmeisterschaft 2014 und der EM 2015. Bei der WM 2015 erreichte er einen neunten Platz im Zweier-Kanadier über 500 Meter, bei der U23-WM 2016 einen vierten Platz im Einer über 1000 und einen fünften im Zweier über 500 Meter. Die Qualifikation zu den Olympischen Sommerspielen 2016 verpasste er knapp.
In den Jahren 2017 und 2018 wurde er gemeinsam mit Peter Kretschmer jeweils Welt- und Europameister bei der EM 2017 und 2018 sowie der WM 2017 und 2018 im Zweier-Kanadier über 1000 Meter. Bei der EM 2018 gelang eine Weltrekordzeit. Bei der WM 2018 erreichte er auch einen fünften Patz im Zweier über 500 Meter.
2019 wurde er sowohl bei der WM als auch bei der EM Vierter über 1000 Meter im Zweier. Die Vorbereitung auf die Olympischen Sommerspiele 2020 wurde durch die durch die COVID-19-Pandemie bedingte Verschiebung der Spiele empfindlich gestört. Nach Motivationsproblemen kam es letztlich nicht zu einem Start bei den olympischen Spielen.
Im Juli 2021 gab Oeltze das Ende seiner sportlichen Karriere bekannt. Bei den Olympischen Sommerspielen 2020 war er als Kommentator für Eurosport tätig.
Oeltze trainierte beim SC Magdeburg bei Trainer Detlef Hummelt.

### Familiäres
Seit 2019 war er mit dem Model Jana Heinisch liiert. 2021 verlegte er seinen Wohnsitz von Magdeburg nach Berlin-Charlottenburg.
Die Trennung erfolgte im Juli 2024. Er zog danach wieder zurück in seinen Heimatort Magdeburg.

## Auszeichnungen
Für das Erringen der Goldmedaille im Kanumarathon bei den World Games 2013 und für den Weltmeistertitel 2018 durfte Yul Oeltze sich jeweils in das Goldene Buch der Stadt Magdeburg eintragen. Im Juni 2018 wurde er gemeinsam mit Peter Kretschmer zum Sportler des Monats gewählt.